# Sarezzano
Sarezzano est une commune italienne de la province d'Alexandrie, dans la région Piémont.

## Administration
| Période                                  | Période | Identité | Étiquette | Qualité |
| ---------------------------------------- | ------- | -------- | --------- | ------- |
|                                          |         |          |           |         |
| Les données manquantes sont à compléter. |         |          |           |         |

### Hameaux
Baracca, Cucco, Palazzina, Rocca Grue, San Ruffino, Sant'Innocenzo

### Communes limitrophes
Berzano di Tortona, Cerreto Grue, Monleale, Montegioco, Tortona, Viguzzolo, Villaromagnano